# Gyöngyösi Állatkert
A Gyöngyösi Állatkert (Szorako-Zoo) Heves vármegyében, Gyöngyös belvárosától gyalog 10 percre található, a Csathó-kert völgyében.
Az állatkert eleinte vadasparkként üzemelt majd az állatfajok bővülésével és a park fejlesztésével megkapta az állatkert nevet.
Különlegességei: Az állatkert több állatfajai közül egy hím oroszlán is helyet kapott a parkban. Az oroszlánt két hónaposan kapta a park Olaszországból, mivel szülei nem fogadták be így teljesen a park 
dolgozói nevelték fel.
A magánkézben üzemelő állatkert különféle programokkal szolgál.